# Championnat de Lettonie de football 2006
Navigation
Saison précédente Saison suivante
La saison 2006 du Championnat de Lettonie de football était la 16e édition de la première division lettone. La Virsliga regroupe les 8 meilleurs clubs lettons au sein d'une poule unique qui s'affrontent 4 fois durant la saison, deux fois à domicile et deux fois à l'extérieur. À l'issue du championnat, le club classé dernier est relégué en deuxième division tandis que l'avant-dernier dispute un barrage face au 2e de D2.
Le tenant du titre, le FK Liepajas Metalurgs, n'arrive pas à conserver son trophée et voit le sacre du FK Ventspils, qui termine 2 points devant le champion sortant et 8 points devant le Skonto Riga, qui prend une décevante 3e place. Liepajas Metalurgs se console en battant le Skonto en finale de la Coupe de Lettonie. C'est la seconde année consécutive sans trophée pour le Skonto.

## Les 8 clubs participants
| - Skonto Riga - FK Riga - Dinaburg FC - FK Liepajas Metalurgs | - Dizvanagi Rezekne - Promu de D2 - FC Ditton Daugavpils - Promu de D2 - FK Jurmala - FK Ventspils |

## Compétition

### Classement
Le barème de points servant à établir le classement se décompose ainsi :
- Victoire : 3 points
- Match nul : 1 point
- Défaite : 0 point

| Rang | Équipe                        | Pts | J  | G  | N | P  | Bp | Bc | Diff |
| ---- | ----------------------------- | --- | -- | -- | - | -- | -- | -- | ---- |
| 1    | FK Ventspils                  | 62  | 28 | 19 | 5 | 4  | 48 | 23 | +25  |
| 2    | FK Liepājas Metalurgs (T) (C) | 60  | 28 | 18 | 6 | 4  | 66 | 20 | +46  |
| 3    | Skonto Riga                   | 54  | 28 | 16 | 6 | 6  | 55 | 21 | +34  |
| 4    | Dinaburg FC                   | 39  | 28 | 12 | 5 | 11 | 33 | 38 | -5   |
| 5    | FC Ditton Daugavpils (P)      | 38  | 28 | 10 | 8 | 10 | 33 | 31 | +2   |
| 6    | FK Jurmala                    | 37  | 28 | 11 | 4 | 13 | 36 | 36 | 0    |
| 7    | FK Riga                       | 22  | 28 | 6  | 4 | 18 | 21 | 57 | -36  |
| 8    | Dizvanagi Rezekne (P)         | 2   | 28 | 0  | 2 | 26 | 11 | 77 | -66  |

|  | Qualification pour la Ligue des champions 2007-2008 et en Coupe UEFA 2006-2007     |
|  | Qualification pour la Coupe UEFA 2007-2008                                         |
|  | Qualification pour la Coupe Intertoto 2007                                         |
|  | Participation au barrage de promotion-relégation                                   |
|  | Relégation en deuxième division                                                    |
|  | (T) Tenant du titre (C) Vainqueur de la Coupe de Lettonie (P) Promu de 2e division |

### Matchs

#### Barrage de promotion-relégation
Le 7e de D1 rencontre le 2e de D2 lors d'un match sur terrain neutre pour tenter de conserver sa place en élite la saison prochaine.
| Équipe 1     | Résultat | Équipe 2         | Aller | Retour |
| ------------ | -------- | ---------------- | ----- | ------ |
| FK Riga (D1) | 5 - 0    | FK Valmiera (D2) | 3 - 0 | 2 - 0  |

## Bilan de la saison
| Championnat de Lettonie de football 2006 |                          |
| Champion                                 | FK Ventspils (1er titre) |
| Coupes et trophées                       |                          |
| Vainqueur de la Coupe de Lettonie 2006   | FK Liepajas Metalurgs    |
| Qualifications continentales             |                          |
| Ligue des champions 2007-2008            | FK Ventspils             |
| Coupe UEFA 2006-2007                     | FK Ventspils             |
| Coupe UEFA 2007-2008                     | Skonto Riga              |
| Coupe Intertoto 2007                     | Dinaburg FC              |
| Promotions et relégations                |                          |
| Promus en Virsliga                       | JFK Olimps Riga          |
| Relégués en Latvian First League         | Dizvanagi Rezekne        |